# Josineia Godinho
Josinéia Godinho (São Paulo, 4 de agosto de 1966) é uma organista, regente, professora e pesquisadora brasileira, com atuação principal na Catedral de Mariana, no Seminário Maior de São José e no Museu da Música de Mariana.

## Estudos e pesquisas
Bacharel em Órgão pela Faculdade Santa Marcelina (São Paulo), diplomada em Música Sacra e Órgão pela Escola Superior de Música e Teatro de Hamburgo (Hochschule für Musik und Theater Hamburg) e mestre em Musicologia Histórica pela Universidade Federal de Minas Gerais sob a orientação de  Maurício Alves Loureiro e co-orientação de Paulo Castagna, aperfeiçoou-se em órgão e regência na Alemanha, Holanda e no Tsukuba Bach Grove Cultural Foundation (Japão), participando de eventos organísticos em vários países da América Latina.

## Trajetória profissional
Atuou como regente e organista em São Paulo na década de 1990, particularmente nas séries de concertos da Associação Paulista de Organistas, porém radicando-se em Mariana a partir de 2000, cidade na qual passou a se apresentar nos concertos regulares de órgão na Catedral de Mariana até 2014, além de concertos de órgão e cravo em outras cidades históricas mineiras e na Alemanha.
Assumiu em 2011 os cargos de organista e regente da Catedral de Mariana, orientando alunos de órgão na Basílica de Lourdes (Belo Horizonte) e no Museu da Música de Mariana, além de fazer parte do corpo docente do curso de pós-graduação lato sensu em História da Arte Sacra da Faculdade Arquidiocesana de Mariana (FAM).
Foi a organista dos volumes 4 (2002) e 7 (2003) da série Acervo da Música Brasileira do Museu da Música de Mariana, atuando também como pesquisadora, regente e professora em vários projetos dessa instituição a partir de 2005. Criou, em 2015, o Curso Básico de Formação de Organistas do Museu da Música de Mariana, sendo a responsável pelo órgão positivo dessa instituição, provisoriamente instalado na Capela da Ordem Terceira do Carmo de Mariana até a conclusão do restauro da Catedral de Mariana.

## Gravações
- «(2002) CONCEIÇÃO E ASSUNÇÃO DE NOSSA SENHORA. Coral Ars Nova e músicos convidados; direção de Carlos Alberto Pinto Fonseca; coordenação musicológica Paulo Castagna. Belo Horizonte: Fundação Cultural e Educacional da Arquidiocese de Mariana, 2002 (Acervo da Música Brasileira / Restauração e Difusão de Partituras, v.4)»

- «(2003) DEVOCIONÁRIO POPULAR AOS SANTOS. Grupo Árcade (UFMG) e músicos convidados; direção Rafael Grimaldi; coordenação musicológica Paulo Castagna. Belo Horizonte: Fundação Cultural e Educacional da Arquidiocese de Mariana, 2003 (Acervo da Música Brasileira / Restauração e Difusão de Partituras, v.7)»

## Reportagens em vídeo
- «(2012) Em Mariana, aprecie a influência do barroco na música e a criatividade mineira (Assembleia de Minas Gerais)»

- «(2014) Uma relíquia moderna é a mais nova atração musical de Mariana (Assembleia de Minas Gerais)»

## Dissertação de Mestrado
- «(2008) Do Iluminismo ao Cecilianismo: a música mineira para a missa nos séculos XVIII e XIX»